# Дорошевський Антон Григорович
Анто́н Григо́рович (Антій Граціанович) Дороше́вський (14 (26) серпня 1868 — 27 вересня 1917) — російський фізикохімік, приват-доцент Московського університету.

## Біографія
Народився 14 (26) серпня 1868 року в селі Орловець Київської губернії у родині поляка римсько-католицького віросповідання Гжегожа Граціана Дорошевського.
У 1888 році, після закінчення Єлисаветградської гімназії, вступив на природниче відділення фізико-математичного факультету Новоросійського університету в Одесі, де навчався під керівництвом М. Д. Зелінського. Здобувши освіту, разом зі своїм учителем переїхав до Москви, де до 1903 року був спочатку асистентом, а потім приват-доцентом Московського університету.
1903 року став завідувачем Московської центральної хімічної лабораторії Міністерства фінансів. Тут Дорошевський займався як технічними, так і суто науковими дослідженнями у сфері фізичної хімії аж до смерті. У роки Першої світової війни Дорошевський багато часу приділяв роботі з військовими замовленнями, а революційні події 1917 року остаточно підірвали його здоров'я і він помер 27 вересня 1917 року.

## Наукові досягнення
Дослідження Дорошевського можна розділити на дві великі групи.
До першої належать численні вимірювання фізико-хімічних властивостей (густини, показника заломлення, теплоємності, електропровідності) водно-спиртових розчинів. Попри те, що подібні вимірювання проводилися багатьма вченими й до нього, головною заслугою Дорошевського стало впорядкування всього накопиченого за цією темою матеріалу на основі власних експериментів. Результати цієї роботи він зібрав у двох книжках: «Дослідження в галузі водно-спиртових розчинів» та «Фізико-хімічні властивості водно-спиртових розчинів».
До другої групи належать незавершені дослідження з питання розподілу розчинника між розчиненими речовинами. Дорошевському вдалося показати, що розчинник розподіляється між розчиненими речовинами пропорційно до їх кількості, що давало змогу обчислювати властивості розчинів двох речовин, знаючи властивості їхніх розчинів окремо. Ці результати були опубліковані за життя Дорошевського лише частково.
Нарівні з суто науковими завданнями Дорошевському за обов'язком служби доводилося багато часу приділяти розв'язанню технічних завдань. Так, під його керівництвом та за безпосередньої участі розроблялися питання хімічного очищення води. Зокрема, у цій галузі він опублікував працю про технічне застосуванню спирту.
Особливу увагу Дорошевський приділяв завданням, що виникли під час Першої світової війни та були пов'язані з військово-санітарною справою. Його лабораторія взяла на себе розробку та впровадження в життя цілого ряду хімічних виробництв. Уже в 1916 році почали працювати два великі заводи.
Частину інших розроблених у лабораторії виробництв не втілено в життя через революцію 1917 року.

## Сім'я
Був одружений з Марією Тиновською, син — Вітольд Ян Дорошевський, польський лінгвіст, професор Варшавського університету. Антон Григорович не дочекався можливості повернутися до Польщі, оскільки помер 1917 року, його родина виїхала 1918 року до Варшави. Онуки — Ян Дорошевський, професор медицини та Марек Дорошевський, професор протозоології.